# Louis-Adolphe Bertillon
Louis-Adolphe Bertillon ( 1 de abril de 1821 - 1883 ), fue un profesor, micólogo, estadístico, antropólogo francés, aborigen de París. Ingresó a la profesión médica, y la practicó por muchos años. Luego de la revolución de 1870, fue nombrado inspector general de instituciones de beneficencia. Fue uno de los fundadores de la Escuela de antropología de París, y fue designado allí profesor en 1876. Amigo de Jules Michelet, cerca del movimiento socialista, Louis-Adolphe Bertillon comenzó su carrera de medicina, antes de su enfoque en el uso de datos demográficos para llevar a cabo estudios antropológicos. Estudió las causas de la mortalidad, ofreciendo una nomenclatura combinada en primer lugar, y denunció a los críticos de la vacunación. Su padre, Achille Guillard (1799-1876), fue muy famoso por ser la persona que acuñó el término demografía, en 1855. Uno de sus hijos Alphonse Bertillon fue conocido por la invención de la antropometría, y otro Jacques también notable estadístico.
Su Démographie figurée de la France, de 1874, fue un estudio de estadística de la población de Francia.
Falleció en Neuilly, el 28 de febrero de 1883.

## Otras publicaciones
- Valeur philosophique de l'hypothèse du transformisme, Masson et fils, 1871

- Les Mouvements de la population dans les divers États d'Europe et notamment en France

- Dictionnaire des sciences anthropologiques

## Honores
- Miembro de la Sociedad de Antropología de París, y director del "Servicio de estadísticas" de la Ville de París

- La abreviatura «Bertill.» se emplea para indicar a Louis-Adolphe Bertillon como autoridad en la descripción y clasificación científica de los vegetales.[2]